# Rzeczpospolita (giornale)

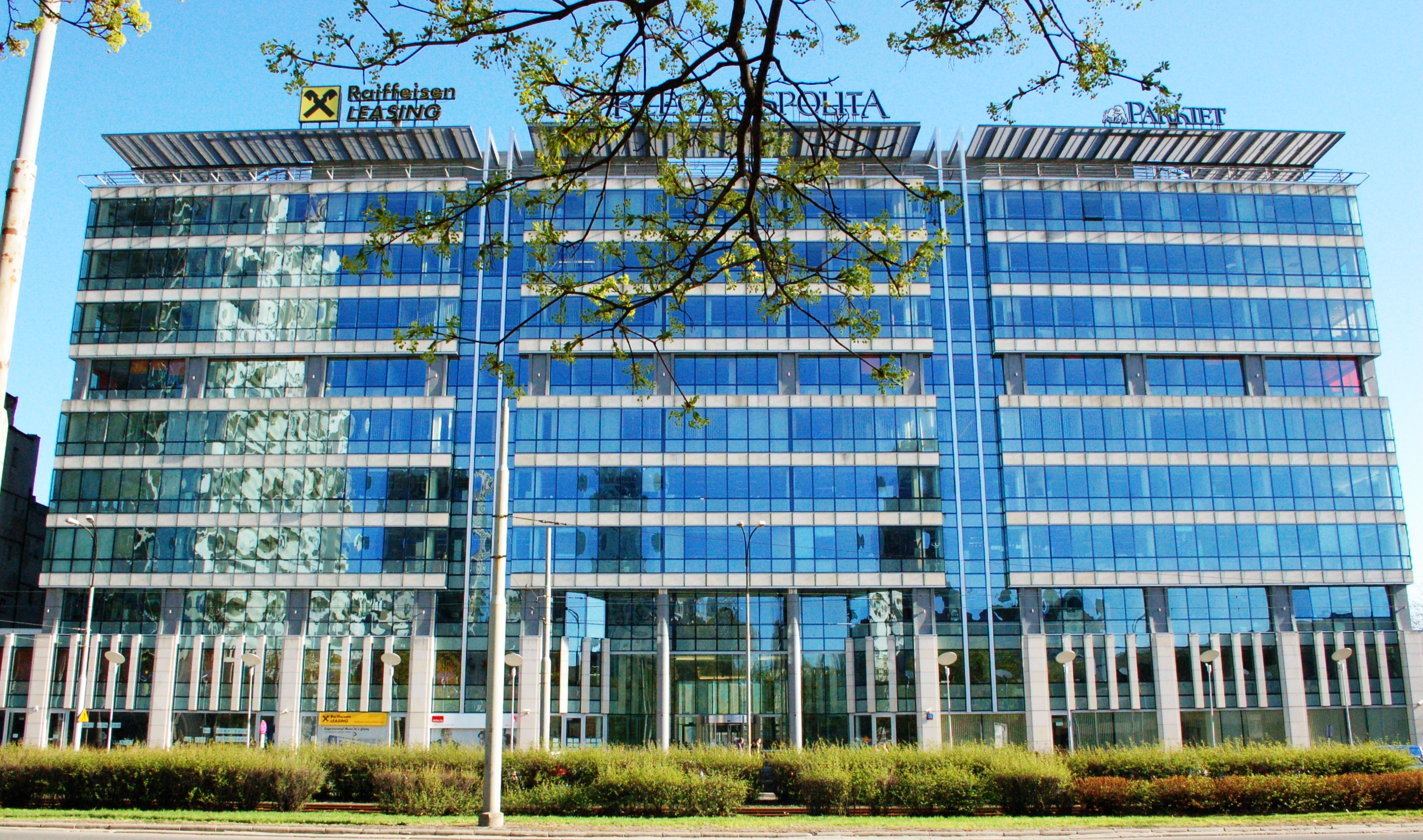
Rzeczpospolita al Prosta Office Centre in via Prosta 51 a Varsavia

Rzeczpospolita è un quotidiano polacco a diffusione nazionale e l'unico giornale di orientamento conservatore-liberale in Polonia. Viene pubblicato da Gremi Media SA.
Il titolo della pubblicazione può essere tradotto come "commonwealth" o "repubblica", dato che rzeczpospolita è un termine storico-politico utilizzato per denotare la repubblica e rappresenta un calco dell'espressione latina res publica (letteralmente "cosa pubblica").
Un numero medio di Rzeczpospolita esce in circa 65 000 copie.
Rzeczpospolita ha 274 000 lettori adulti su base giornaliera, di cui il 75% ha un'istruzione superiore e quasi l'87% ha un lavoro permanente (il 9% sono pensionati o portatori di disabilità e quasi il 2% sono studenti). Più di tre quarti del personale aziendale chiave sceglie Rzeczpospolita; la maggioranza dei lettori è costituita da specialisti e professionisti, amministratori delegati, funzionari statali di alto livello, dirigenti, tecnici e personale amministrativo specializzato.

## Storia
Un giornale quotidiano con questo titolo fu pubblicato per la prima volta nel 1920 come mezzo di comunicazione del Partito nazionale cristiano, di orientamento conservatore. Era inizialmente posseduto dal suo fondatore Ignacy Jan Paderewski e dopo il 1924 da Wojciech Korfanty, due politici eminenti di quel tempo. Il caporedattore Stanisław Stroński cercò di mantenere la qualità del contenuto collaborando con un gruppo di autori, tra cui Adolf Nowaczyński, Kornel Makuszyński e Władysław Witwicki. L'ultimo numero di Rzeczpospolita nella seconda Repubblica polacca uscì nell'ultimo giorno del 1931.
Durante la seconda guerra mondiale (1940-1943), una pubblicazione di periodicità irregolare associata a uno dei gruppi della resistenza polacca fu edita con lo stesso titolo.

Il 23 luglio 1944, quando la guerra non era ancora finita, fu pubblicato a Chełm il primo numero di Rzeczpospolita, il quotidiano del Comitato polacco di liberazione nazionale. Il caporedattore era Jerzy Borejsza, attivista comunista e giornalista negli anni tra le due guerre, che dopo lo scoppio della guerra aveva collaborato con i sovietici prima che questi entrassero in territorio polacco. I suoi articoli a Rzeczpospolita presentavano opinioni in linea con la posizione del Cremlino. Il giornale intraprese importanti sforzi per formare un'immagine positiva del nuovo governo. Furono criticati i comandanti dell'Armia Krajowa e la loro decisione di avviare la rivolta di Varsavia, mentre furono sostenute la nazionalizzazione e la riforma agraria.
Dopo la guerra, Rzeczpospolita fu pubblicata dalla casa editrice cooperativa "Czytelnik", il cui presidente era lo stesso Borejsza. Egli delegò le funzioni redazionali a Paweł Hoffman, che presto cambiò il titolo in Rzeczpospolita. Dziennik Gospodarczy e in seguito in Rzeczpospolita. Dziennik Polityczno-Gospodarczy. Nel 1949, il redattore principale era Henryk Korotyński, e il giornale si unì alla campagna contro la Chiesa cattolica romana.
Nel 1949 le autorità statali avevano istituito un altro quotidiano Trybuna Ludu ("Tribuna del popolo") come organo di un partito politico di nuova costituzione, il Partito Operaio Unificato Polacco. Rzeczpospolita era stato pubblicato per quasi due anni, fino all'inizio del 1951, quando essa fu interrotta perché la coesistenza dei partiti e dei giornali governativi era considerata in quel momento sfavorevole per il consolidamento di uno stato con partito unico. Parte della squadra si unì alla testata Głos Pracy, mentre diversi giornalisti, tra cui Korotyński, si trasferirono a Życie Warszawy.
Nel 1980 lo stato aveva dovuto affrontare una crisi, e di conseguenza l'immagine complessiva del partito si deteriorò notevolmente. Ciò diede l'idea di rilanciare un giornale governativo separato. Nella primavera del 1981, durante l'ascesa del movimento Solidarność, Edmund Osmańczyk, membro del parlamento della Repubblica Popolare Polacca, propose di rilanciare Rzeczpospolita come "mezzo governativo che presenta la posizione dello Stato su base giornaliera". Józef Barecki, ex Redattore di Trybuna Ludu, membro del Comitato Centrale del Partito Comunista e del parlamento, nonché portavoce del governo per un anno, fu nominato redattore capo. Il primo numero della nuova Rzeczpospolita apparve poco dopo l'inizio del periodo di legge marziale, il 14 gennaio 1982.
Lo stato era formalmente entità indipendente dal partito (anche se questa indipendenza era in gran parte fittizia in uno stato comunista). Così, dal 1982 in poi, Rzeczpospolita e Trybuna Ludu ripresero la propria esistenza parallela come bollettini ufficiali rispettivamente del governo e dell'apparato partitico. Questo dualismo corrispondeva alla situazione dell'Unione Sovietica, dove il giornale governativo Izvestija funzionava accanto a quello del partito, Pravda; Izvestija seguì poi un percorso simile a Rzeczpospolita negli anni '90.
Dopo le elezioni parzialmente libere del 4 giugno 1989 e dopo che Tadeusz Mazowiecki divenne primo ministro, anche la gestione del giornale cambiò. Rzeczpospolita non era più un mezzo governativo e divenne un quotidiano indipendente. Il suo nuovo caporedattore fu Dariusz Fikus fino al 1996.
Il nuovo governo polacco rese Rzeczpospolita legittimamente indipendente. Nel febbraio 1991, la Państwowe Przedsiębiorstwo Wydawnicze "Rzeczpospolita", casa editrice di stato, con Maciej Cegłowski come nuovo CEO, insieme al gruppo giornalistico francese di Robert Hersant, Presse Participations Europennes, fondò la società Presspublica. Il suo primo amministratore delegato fu l'allora redattore capo di Rzeczpospolita, Dariusz Fikus. Inizialmente, l'azionista polacco deteneva il 51% delle azioni societarie, mentre il francese deteneva il 49%. Nel 1993, Rzeczpospolita fu nominato "quotidiano dell'anno" dal Comitato Pheidippides.
A metà degli anni '90 il gruppo polacco vendette il 2% delle azioni al francese. Nel 1996, la società norvegese Orkla Media ha acquisito azioni detenute dal gruppo Robert Hersant. Nei successivi 10 anni il 51% delle azioni fu detenuto dalla controllata di Orkla Press Polska, Presspublica Holding Norway, mentre il 49% apparteneva a Państwowe Przedsiębiorstwo Wydawnicze "Rzeczpospolita" (dal 1 ° marzo 2000 a Przedsiębiorstwo Wydawnicze "Rzeczpospolita" SA). Nell'ottobre 2006 le azioni di Orkla Press Polska sono state assunte da Mecom Poland Holdings SA che fanno parte del gruppo britannico Mecom.
Nell'ottobre 2011 Gremi Media, di proprietà dell'imprenditore polacco Grzegorz Hajdarowicz, ha acquistato le azioni di Mecom Poland  e le azioni appartenenti a PW Rzeczpospolita (che fa capo al ministero del tesoro), diventando un azionista al 100% della casa editrice Presspublica. La casa editrice ha cambiato nome a Gremi Media, dopo di che nel gennaio 2017 è stato trasformato in una società per azioni con il nome di Gremi Media SA.

## Contenuti

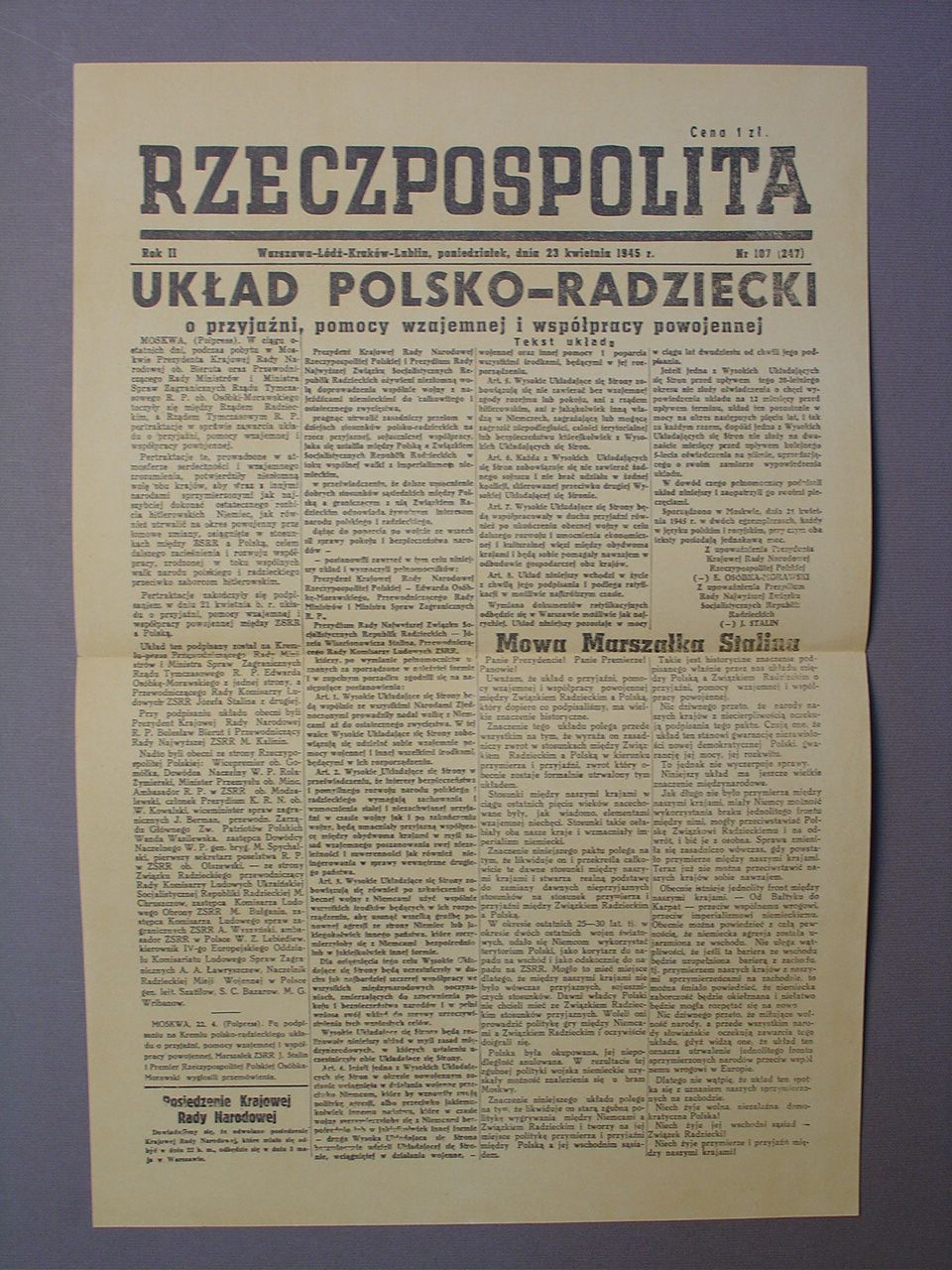
Una prima pagina di Rzeczpospolita del 1945

L'edizione di base di Rzeczpospolita è divisa in quattro sezioni: quella principale, dedicata a notizie generali; quella economica (Ekonomia i rynek), quella legale (Prawo co dnia) e quella regionale (Życie Regionów).
La sezione generale di notizie include ad esempio informazioni sugli eventi politici in corso, servizi dalla Polonia e all'estero, commenti e saggi, pareri di esperti, nonché notizie riguardanti la cultura, la scienza, lo stile di vita o lo sport. Prawo co dnia ("legge ogni giorno") si focalizza sui cambiamenti di normativa e legislazione e sulle analisi giuridiche, inclusi articoli sul diritto del lavoro, analisi e pareri di esperti o comunicazioni legate all'industria. Ekonomia i rynek ("economia e mercato") fornisce informazioni sui mercati, le imprese, la finanza, le quotazioni azionarie attuali, analisi della situazione economica e delle tendenze in Polonia e all'estero, nonché opinioni di economisti, esperti e rappresentanti del mondo delle imprese.
Alle pagine di livello nazionale del giornale si aggiungono supplementi mensili regionali intitolati Życie Regionów ("Vita delle regioni"). Sono dedicati a importanti notizie su investimenti ed affari nelle regioni, nonché su questioni legate alla politica locale, allo sport e alla cultura. Życie Regionów è organizzatore di dibattiti pubblici per le comunità locali, nonché il partner dei media di eventi regionali importanti.
Il sabato, appare Plus Minus, l'edizione di fine settimana di Rzeczpospolita, contenente articoli relativi alla società, alla letteratura, allo stile di vita e alla metapolitica. Comprende principalmente saggi e commenti nonché recensioni di libri e di eventi culturali e sportivi. Le interviste costituiscono una parte particolarmente importante di Plus Minus.

## Supplementi
L'abbonamento al quotidiano comprende supplementi specializzati quali: Podatki (imposte), Administracja (amministrazione), Rzecz o prawie (legge), Ekspert Księgowego (contabilità), Praca i ZUS (lavoro e sicurezza sociale) o Prawo w Biznesie.
Dobra Firma ("Buona azienda") è un supplemento giornaliero al quotidiano. È rivolto principalmente agli imprenditori del settore delle PMI. In un modo facile da comprendere, esso riguarda sia le questioni giuridiche rilevanti per i proprietari di imprese (tasse, sicurezza sociale, contratti, occupazione) e questioni commerciali (marketing di nuovi prodotti, idee commerciali, soluzioni disponibili relative ai veicoli aziendali).
Nieruchomości ("Immobiliare") appare il lunedì e il venerdì. Il lunedì vengono presentati argomenti relativi alla costruzione e all'alloggio, mentre il venerdì sono coperti temi legati al mercato immobiliare commerciale.
Ogni martedì, Rzeczpospolita Cyfrowa ("Rzeczpospolita digitale") viene allegata a Rzeczpospolita ed è dedicata alle nuove tecnologie, con particolare attenzione alla loro applicazione nella gestione di un'impresa e nello sviluppo di nuovi rami d'azienda.
Moje Pieniądze ("Il mio denaro") è un supplemento di giovedì dedicato alla finanza personale. Offre suggerimenti sul risparmio e sull'investimento di denaro, l'acquisto di azioni e la scelta dell'assicurazione.
Il supplemento venerdì è Rzecz o Historii ("La cosa sulla storia"), che offre articoli informativi e analisi storiche.

## Riconoscimenti
Nel 2005, il giornale ha ricevuto il premio Grand Front, e nel 2006, durante la 27ª edizione del concorso organizzato dalla Society for News Design, Rzeczpospolita è stato nominato "The best designed newspaper in the world". Rzeczpospolita ha ricevuto il premio Grand Front anche nel 2013, per la migliore cover (dedicata alle dimissioni di papa Benedetto XVI).

## Sito web
rp.pl è stato uno dei primi servizi di notizie online nei media polacchi. Nel 2017 il servizio ha compiuto 20 anni, essendo stato lanciato nel marzo 1997. Dal novembre 2014 utilizza la tecnologia RWD (design responsivo).
Il sito ha oltre 32 milioni di successi e 3 milioni di utenti unici al mese (dati a gennaio 2017). Rp.pl è uno dei siti web più noti a livello nazionale. Nella categoria "Business-Finance-Law", Gremi Group è il sesto posto tra tutti i gruppi polacche di servizi online.
La nuova versione del sito di Rzeczpospolita è caratterizzata da un menu principale a due pezzi con uno sfondo scuro: quello top, che contiene le sezioni principali (News, Economia, Legge, Regioni) e quello di una con categorie e sottocategorie individuali. Il sito pubblica sia gli articoli dell'edizione stampata che quelli scritti specificamente per la versione digitale.
L'accesso a parti del sito è limitato e richiede la registrazione o l'abbonamento. Gremi Media ha introdotto il paywall come primo editore di stampa in Polonia. Il suo attuale fornitore di servizi è MPP Global, leader in tali soluzioni nelle Isole Britanniche (per Daily Mail, The Times, ecc.)

### Applicazione mobile
L'applicazione Rzeczpospolita per dispositivi mobili combina 5 tipi di contenuti: i contenuti del giornale cartaceo in formato PDF, l'edizione del giornale stampato in formato digitale (HTML), i video di Rzeczpospolita.tv (VOD), il live streaming dei programmi Rzeczpospolita.tv e le ultime notizie dal servizio rp.pl (newsfeed di Najnowsze z RP.pl).
L'applicazione è disponibile su Google Play e App Store, nonché su: www.mobilna.rp.pl

### Online TV
Dal 2009 è disponibile un servizio video di Rzeczpospolita su tv.rp.pl Nel 2016, una TV online Rzeczpospolita è stata lanciata allo stesso indirizzo internet, attualmente in onda 24/7. Il suo core sono i tre programmi live quotidiani "RZECZoPOLITYCE", "RZECZoBIZNESIE" e "RZECZoPRAWIE", nonché programmi commerciali e copertura degli eventi organizzati da Rzeczpospolita.
Il canale viene trasmesso tramite Google Hangouts e può essere guardato quotidianamente attraverso la home page di rp.pl. Tutti i programmi sono disponibili anche come VOD su tv.rp.pl.